# Tetrazygia longicollis
Tetrazygia longicollis är en tvåhjärtbladig växtart som beskrevs av Ignatz Urban och Célestin Alfred Cogniaux. Tetrazygia longicollis ingår i släktet Tetrazygia och familjen Melastomataceae. Inga underarter finns listade i Catalogue of Life.